# Chisholm (Minnesota)
Chisholm – miasto w Stanach Zjednoczonych, w stanie Minnesota, w hrabstwie St. Louis.